# Stemmario Archinto

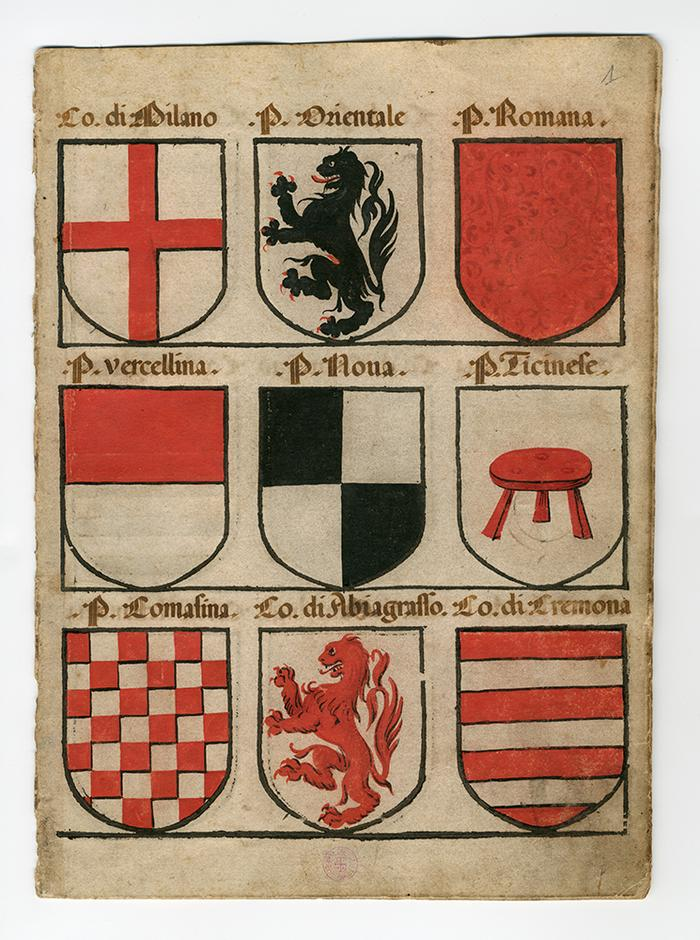
Un estratto dello stemmario Archinto conservato a Lugano

Lo Stemmario Archinto è uno stemmario di circa 5000 stemmi di antiche famiglie nobiliari lombarde, realizzato in due volumi da ignoti araldisti milanesi.

## Storia
Il primo volume manoscritto originale, commissionato dalla famiglia Archinto, è fatto risalire alla seconda metà del XVI secolo, mentre il secondo volume è posteriore di circa cinquant'anni.
Alcuni stemmi contenuti in tale stemmario riportano caratteri comuni a quelli dello stemmario Trivulziano, risalente al secolo precedente, dal quale probabilmente i realizzatori dello stemmario Archinto hanno tratto.
Lo stemmario Archinto nella composizione originaria di due volumi è conservato presso la Biblioteca Reale di Torino e, parzialmente, presso l'Archivio patriziale di Lugano.